# 李榮華 (軍人)
李榮華，中華民國陸軍中將，陸軍官校正58期（1989年班裝甲科；陸官78年班)，籍貫山東省。2024年9月1日起任陸軍十軍團指揮官，曾任 國防部總督察長室總督察長，國家安全局特種勤務指揮中心中將副指揮官，花防部中將指揮官、陸軍司令部後勤處少將處長、陸軍六軍團少將參謀長等職務。2013年1月1日晉升少將、2020年1月1日晉升中將。

## 荣誉

### 中华民国勋章奖章
- 光华甲种二等奖章（2021年11月30日颁授[2]）

## 備註
1. ↑  同期畢業將領有六軍團指揮官李天龍中將、訓練次長張俊志中將、國安會萬文卓中將、參事陳明華中將、砲訓部何建順少將已退役、國防部參事石文龍中將、十軍團副指揮官張維燻少將等